# Hausbach (Gemeinde Schwarzenau)
Hausbach ist eine Ortschaft und eine Katastralgemeinde der Gemeinde Schwarzenau im Bezirk Zwettl in Niederösterreich.

## Siedlungsentwicklung
Zum Jahreswechsel 1979/1980 befanden sich in der Katastralgemeinde Hausbach insgesamt 96 Bauflächen mit 39.741 m² und 42 Gärten auf 21.709 m², 1989/1990 gab es 94 Bauflächen. 1999/2000 war die Zahl der Bauflächen auf 213 angewachsen und 2009/2010 bestanden 104 Gebäude auf 223 Bauflächen.

## Geschichte
Laut Adressbuch von Österreich waren im Jahr 1938 in der Ortsgemeinde Hausbach ein Arzt, ein Gastwirt, zwei Gemischtwarenhändler, ein Marktfahrer, ein Schmied, ein Viktualienhändler, ein Zementwarenerzeuger und mehrere Landwirte ansässig.

## Bodennutzung
Die Katastralgemeinde ist landwirtschaftlich geprägt. 305 Hektar wurden zum Jahreswechsel 1979/1980 landwirtschaftlich genutzt und 80 Hektar waren forstwirtschaftlich geführte Waldflächen. 1999/2000 wurde auf 300 Hektar Landwirtschaft betrieben und 82 Hektar waren als forstwirtschaftlich genutzte Flächen ausgewiesen. Ende 2018 waren 283 Hektar als landwirtschaftliche Flächen genutzt und Forstwirtschaft wurde auf 82 Hektar betrieben. Die durchschnittliche Bodenklimazahl von Hausbach beträgt 29,4 (Stand 2010).